# Список членов актёрского состава телесериала «Звёздный путь: Оригинальный сериал»
Список актёров, появившихся в телесериале «Звёздный путь: Оригинальный сериал» не менее двух раз.

## Актёрский состав

### Основной состав
- Уильям Шетнер в роли Джеймса Т. Кирка, командующий USS Энтерпрайз.
- Леонард Нимой в роли Спока, первый офицер и офицер по науке.
- ДеФорест Келли в роли Леонарда МакКоя, шеф медицинской службы.
- Джеймс Духан в роли Монтгомери Скотта, главный инженер.
- Нишель Николс в роли Нийоты Ухуры, офицер по связи.
- Уолтер Кёниг в роли Павла Чехова, навигатор.
- Джордж Такэй в роли Хикару Сулу, рулевой

### Повторяющийся состав
- Меджел Барретт в роли Кристин Чапел, медсестра.
- Грейс Ли Уитни в роли Джэнис Рэнд, интендант капитана.
- Джон Уинстон[англ.] в роли Кайла, оперативный офицер.
- Майкл Барье в роли Винсента ДеСалля, навигатор и помощник главного инженера.
- Роджер Холлоуэй в роли Роджера Лемли, офицер службы безопасности.
- Эдди Паски[англ.] в роли Лесли, разные позиции.
- Дэвид Л. Росс в роли Галлоуэя, разные позиции.
- Джим Гудвин в роли Джона Фаррелла, навигатор.
- Грант Вудс в роли Келовица, офицер по науке.
- Уильям Блэкбёрн в роли Хэдли, рулевой.
- Фрэнк да Винчи в роли Брента, разные позиции.
- Рон Вето в роли Харрисона, разные позиции.

### Состав эпизода «Клетка»
- Джеффри Хантер в роли Кристофера Пайка, командующий USS Энтерпрайз в 2254 году.
- Меджел Барретт в роли Номера Первый[англ.], первый офицер в 2254 году.
- Питер Дюрьи[англ.] в роли Джозефа Тайлера, навигатор в 2254 году.
- Лорел Гудвин[англ.] в роли Дж. М. Кольта, интендант капитана в 2254 году.
- Джон Хойт в роли Филиппа Бойса, шеф медицинской службы в 2254 году.
- Леонард Нимой в роли Спока, офицер по науке.

## Появления
= Основной состав (указан в начальных титрах) 
     = Повторяющийся состав (4+)
     = Гостевой состав (1-3)
| Актёр/Актриса                 | Персонаж         | Сезоны    | Сезоны       | Сезоны       | Сезоны       |
| Актёр/Актриса                 | Персонаж         | «Клетка»  | 1            | 2            | 3            |
| ----------------------------- | ---------------- | --------- | ------------ | ------------ | ------------ |
| Основной состав               |                  |           |              |              |              |
| Джеффри Хантер                | Кристофер Пайк   | Постоянно | Гостьa       |              |              |
| Меджел Барретт                | Номер Первый     | Постоянно |              |              |              |
| Леонард Нимой                 | Спок             | Постоянно | Постоянно    | Постоянно    | Постоянно    |
| Лорел Гудвин                  | Дж. М. Кольт     | Постоянно |              |              |              |
| Джон Хойт                     | Филипп Бойс      | Постоянно |              |              |              |
| Питер Дюрьи                   | Джозеф Тайлер    | Постоянно |              |              |              |
| Уильям Шетнер                 | Джеймс Т. Кирк   |           | Постоянно    | Постоянно    | Постоянно    |
| ДеФорест Келли                | Леонард МакКой   |           | Периодически | Постоянно    | Постоянно    |
| Джеймс Духан                  | Монтгомери Скотт |           | Периодически | Периодически | Периодически |
| Нишель Николс                 | Нийота Ухура     |           | Периодически | Периодически | Периодически |
| Джордж Такэй                  | Хикару Сулу      |           | Периодически | Периодически | Периодически |
| Уолтер Кёниг                  | Павел Чехов      |           |              | Периодически | Периодически |
| Меджел Барретт                | Кристин Чапел    |           | Гость        | Периодически | Периодически |
| Рикардо Монтальбан            | Хан Нуньен Сингх |           | Гость        |              |              |
| Повторяющийся/Гостевой состав |                  |           |              |              |              |
| Грейс Ли Уитни                | Джэнис Рэнд      |           | Периодически |              |              |
| Джон Уинстон                  | Кайл             |           | Периодически | Периодически | Периодически |
| Джим Гудвин                   | Джон Фаррелл     |           | Гость        |              |              |
| Грант Вудс                    | Келовиц          |           | Гость        |              |              |
| Майкл Барье                   | Винсент ДеСалль  |           | Гость        | Гость        |              |
| Уильям Блэкбёрн               | Хэдли            |           | Периодически | Периодически | Периодически |
| Эдди Паски                    | Лесли            |           | Периодически | Периодически | Периодически |
| Дэвид Л. Росс                 | Галлоуэй         |           | Периодически | Периодически | Гость        |
| Роджер Холлоуэй               | Роджер Лемли     |           |              | Периодически | Периодически |
| Фрэнк да Винчи                | Брент            |           | Периодически | Периодически | Периодически |
| Рон Вето                      | Харрисон         |           | Периодически | Периодически | Периодически |
| Марк Ленард                   | Сарек            |           |              | Гость        |              |
| Джейн Уайетт                  | Аманда Грейсон   |           |              | Гость        |              |
| Роджер Си Кармел              | Гарри Мадд       |           | Гость        | Гость        |              |

## Заметки
- a: ↑ Джеффри Хантер появлялся только в архивных кадрах в первом сезоне. В новом материале Пайка сыграл не указанный в титрах Шон Кенни[англ.].